# Müncheni repülőtér

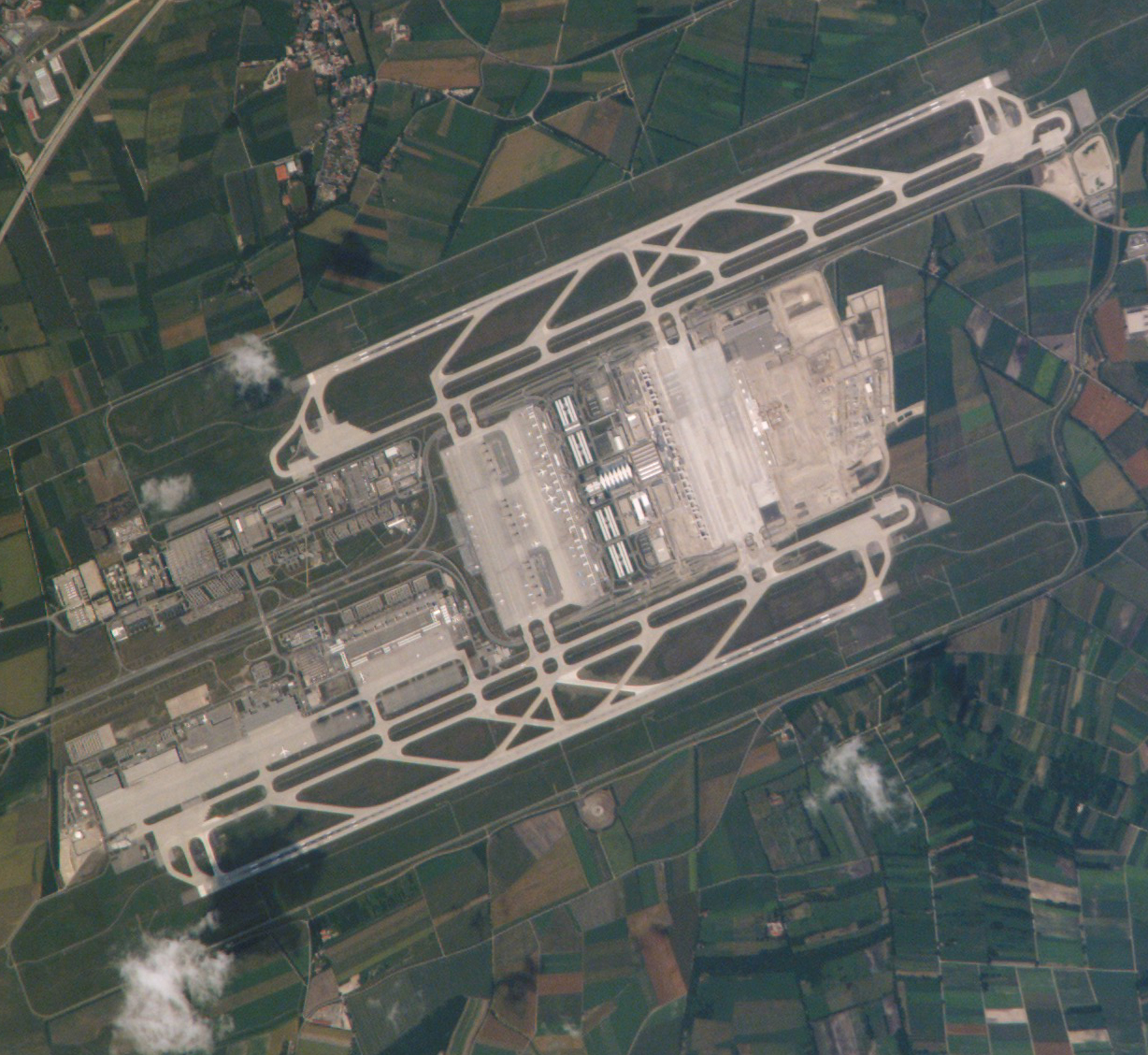
A repülőtér légifotója

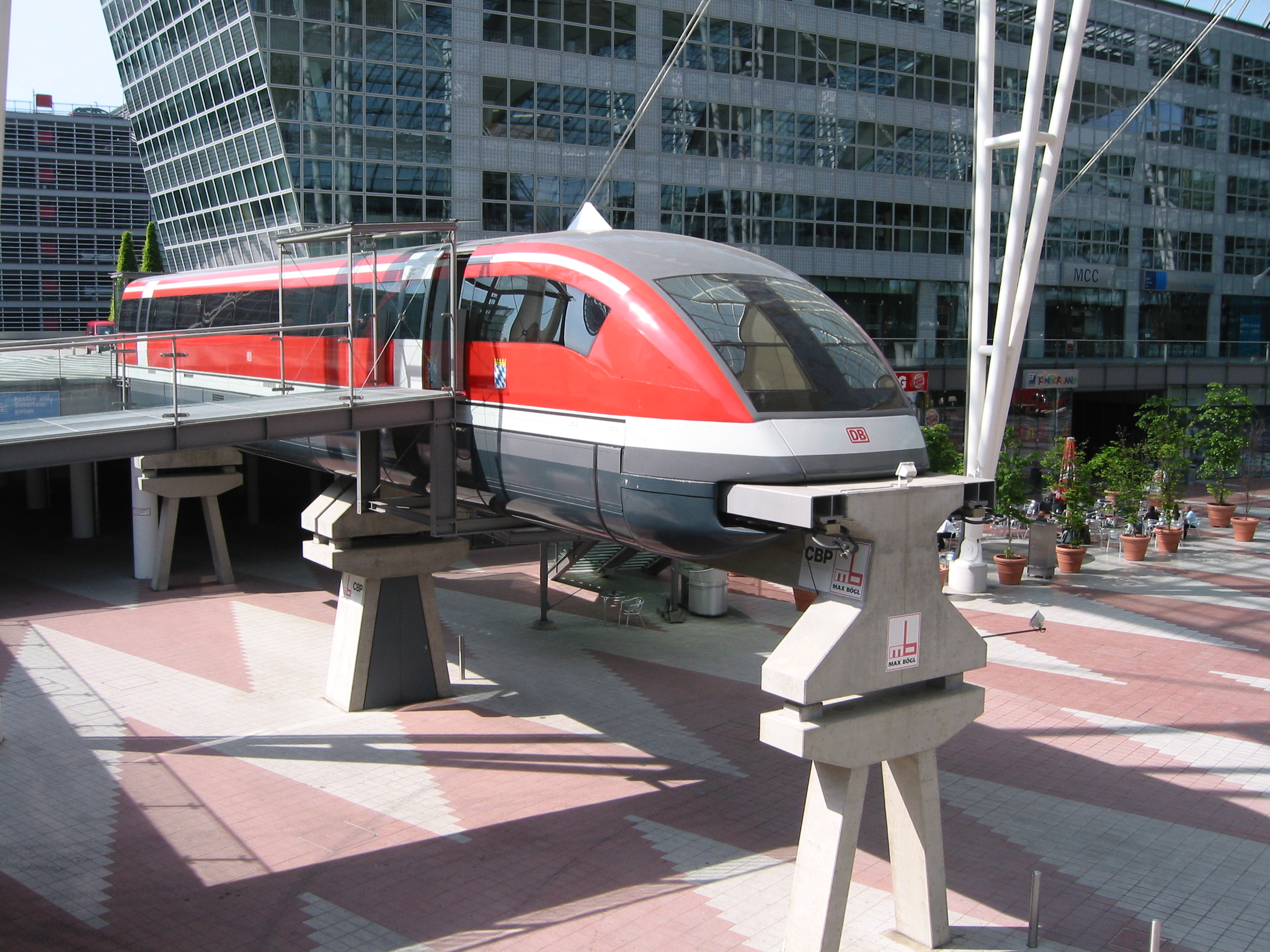
Transrapid 09 a reptér előtt kiállítva

A müncheni repülőtér, hivatalos nevén: Flughafen München „Franz Josef Strauß“ (IATA: MUC, ICAO: EDDM) egy nemzetközi repülőtér Németországban, Münchenben. 1992. május 17-én nyílt meg, a Flughafen München GmbH üzemelteti. Összesen kettő 4000 m hosszúságú beton kifutópályája van, a harmadik tervezés alatt áll. Évente 389 939 repülőgép veszi igénybe a repteret. Ezzel Németország második legforgalmasabb repülőtere a Frankfurti repülőtér után.

## Megközelítése
Münchenből a müncheni S-Bahn S1-es, S8-as járatával vagy busszal. Vonattal megközelíthető Nürnberg, Regensburg vagy Prága felől.

### Törölt tervek
Korábban tervezték, hogy Németország első közforgalmú maglev vonala fogja összekötni a repteret München Hauptbahnhoffal. A menetidő mindössze 10 perc lett volna. A vonalon közlekedő jármű ki is volt állítva a repülőtér előtt. Azonban a terv a magas költségek miatt végül nem valósult meg. A tervet 2008 márciusában véglegesen törölték.

## Története

### Reptér bővítése
München korábbi repülőtere, a München-Riem Repülőtér 1939-től 1992-ig működött. A repülőtér bővítésére irányuló kezdeti tervek 1954-re nyúlnak vissza. A növekvő utasforgalom és a környéken élők számának emelkedése miatt olyan tervek születtek, hogy a repülőteret teljesen áthelyezik egy másik helyszínre. A bajor kormány 1969. augusztus 5-én döntött úgy, hogy új repülőteret épít az úgynevezett „Erdinger Moos” területen. Amikor az építkezés 1980. november 3-án elkezdődött, a kis Franzheim falu megszűnt létezni, és körülbelül 400 lakosát áttelepítették. A repülőtér négy különböző település területén helyezkedik el: Oberding (ahol a terminálok találhatók; Erding járás), Hallbergmoos, Freising és Marzling (utóbbi kettő a Freising járásban).
Az új müncheni repülőtér 1992. május 17-én kezdte meg működését, és minden Münchenbe induló és onnan érkező járatot egyik napról a másikra átköltöztettek az új helyszínre. A München-Riem repülőteret 1992. május 16-án, nem sokkal éjfél előtt zárták be.
A repülőtér nevét Franz Josef Strauß után kapta, aki az 1950-es évektől haláláig (1988) meghatározó, bár néha ellentmondásos szerepet játszott a nyugatnémet politikában. Többek között hosszú ideig Bajorország miniszterelnöke (kormányzója) volt. Strauß, aki maga is magánpilóta volt, kezdeményezte az új repülőtér megépítését, és különösen fontosnak tartotta a repülőgépipar bajorországi vonzását. Őt tartják az Airbus-projekt egyik atyjának is, az Airbus felügyelőbizottságának első elnökeként szolgált.
A Müncheni Repülőteret üzemeltető és tulajdonló vállalat, a Flughafen München GmbH korlátolt felelősségű társaság, amelynek három tulajdonosa van: Bajorország tartománya (51%), a Német Szövetségi Köztársaság (26%) és München városa (23%). A Müncheni Repülőtér logója egy „M” betű, a mottó pedig: „Élő ötletek – Életek összekapcsolása” („Living ideas – Connecting lives”). A repülőtér német neve „Flughafen München”, vagy egyszerűen „MUC”, ami az IATA-kódja. Az építkezés ideje alatt a repülőtér neve „Flughafen München II” volt.

### Járatok
Mivel a Lufthansa bázisrepülőtere, a frankfurti repülőtér már akkoriban is kapacitáskorlátokkal küzdött, a légitársaság második központját Münchenben hozta létre. Ennek köszönhetően Frankfurt mellett Münchenből is több rövid és hosszú távú járatot kínáltak. Bár a Lufthansa több európai célállomást szolgál ki Münchenből, mint Frankfurtból, a frankfurti repülőtér jóval több interkontinentális útvonalat kínál.
1995 és 2006 között az utasforgalom megduplázódott: évi kevesebb mint 15 millióról több mint 30 millióra nőtt, annak ellenére, hogy a 2001. szeptember 11-i terrortámadások és azok utóhatásai (2002) negatív hatással voltak a légi közlekedésre. 1996-ban a müncheni repülőtér megelőzte a düsseldorfit, így Németország második legforgalmasabb repülőterévé vált, és jelenleg közel kétszer annyi utast kezel, mint az ország harmadik legnagyobb reptere.
2003 júniusában befejeződött a 2-es terminál építése, amelyet kizárólag a Lufthansa és a Star Alliance partnerei számára alakítottak ki.
2013 novemberében a repülőtér története során először új arculatot vezetett be. A jól ismert nagy „M” betű megmaradt, de új betűtípust kapott, és egy színes vonallal egészült ki, amely különböző színek között váltakozik. A repülőtér több pontján – például a főbejárati úton és a 2-es terminál műholdépületén – animált, színváltós változatok is elhelyezésre kerültek.
2015 júniusában a Condor bejelentette, hogy hosszú távú járatok bázisát hozza létre Münchenben a 2016-os nyári szezontól. A Condor már korábban is üzemeltetett rövid és közepes távú járatokat a repülőtérről, és 2013 telén hat év szünet után újraindította hosszú távú járatait. Ugyanezen év novemberében a Transavia bejelentette, hogy első németországi bázisát Münchenben nyitja meg, amely négy repülőgéppel és 18 új útvonallal működne 2016 tavaszától. 2015 júniusában a legtöbb utast szállító külföldi légitársaság Münchenben az Air Dolomiti volt.
2015-ben több mint 40 millió utas fordult meg a repülőtéren, ami akkor rekordnak számított.
2016 decemberében a Lufthansa fapados leányvállalata, az Eurowings bejelentette, hogy 2017 márciusától jelentős bázist alakít ki Münchenben, 32 új útvonallal. Ezeket az új járatokat az Air Berlin üzemeltette a Eurowings számára egy ún. „wet-lease”  szerződés keretében. 2017 februárjában a Transavia bejelentette, hogy üzleti stratégiája megváltozása és a kedvezőtlen gazdasági kilátások miatt 2017 októberéig megszünteti teljes müncheni bázisát, mindössze egy év működés után.
A müncheni repülőtér dinamikus növekedése 2018-ban is folytatódott: új forgalmi rekordokat döntöttek meg, és az utasforgalom elérte a 46,2 millió főt. A felszállások és leszállások száma is jelentősen emelkedett: 413 000 mozgás történt, ami 2,2%-os növekedést jelentett. A repülőtér 266 célállomással bővítette globális hálózatát, és Európa egyik vezető légiközlekedési csomópontjává vált.
2021 februárjában a Lufthansa bejelentette, hogy átveszi az Eurowings legtöbb müncheni útvonalát, kivéve néhány belföldi járatot, valamint a Palma de Mallorcára és Pristinába irányulókat.

## Forgalom
Az utasforgalom az elmúlt években az alábbi módon változott:
| Utasok száma | 28 970 | 417 807 | 1 647 329 | 4 332 887 | 5 923 482 | 11 423 838 | 19 321 355 | 33 959 422 | 40 981 522 | 41 568 000 |
|              | 1949   | 1957    | 1965      | 1974      | 1982      | 1990       | 1998       | 2007       | 2015       | 2024       |

## Légitársaságok és úticélok

### Személyforgalom
| Légitársaság                   | Célállomások |
| ------------------------------ | --- |
| Aegean Airlines                | Athens, Thessaloniki Szezonális: Corfu, Heraklion, Kalamata, Santorini, Rhodes |
| Aer Lingus                     | Dublin Szezonális: Cork |
| Aeroflot                       | Moscow–Sheremetyevo |
| airBaltic                      | Riga, Vilnius |
| Air Canada                     | Toronto–Pearson |
| Air China                      | Beijing–Capital, Shanghai–Pudong |
| Air Dolomiti                   | Ancona, Bari, Bologna, Cuneo, Firenze, Genoa, Milan–Malpensa, Olbia, Pisa, Torinó, Venice, Verona |
| Air Europa                     | Madrid |
| Air France                     | Párizs–Charles de Gaulle, Paris–Orly |
| Air Malta                      | Malta |
| All Nippon Airways             | Tokyo–Haneda |
| American Airlines              | Charlotte |
| AnadoluJet                     | Istanbul–Sabiha Gökçen |
| Austrian Airlines              | Bécs |
| Azimuth                        | Krasznodár, Rostov-on-Don |
| Belavia                        | Minsk |
| Blue Air                       | Bacău, Bucharest |
| British Airways                | London–City, London–Heathrow |
| Condor                         | Antalya, Fuerteventura, Gran Canaria, Hurghada, Lanzarote, La Palma, Palma de Mallorca, Tenerife–South Szezonális: Agadir, Cephalonia, Chania, Corfu, Funchal, Heraklion, Ibiza, Jerez de la Frontera, Kalamata, Kavala, Kos, Lamezia Terme, Mykonos, Olbia, Preveza/Lefkada, Rhodes, Samos, Santorini, Skiathos, Volos, Zakynthos |
| Corendon Airlines              | Hurghada, İzmir Szezonális: Antalya, Bodrum, Gazipaşa, Heraklion, Kayseri, Rhodes, Tel Aviv |
| Croatia Airlines               | Split, Zágráb Szezonális: Dubrovnik, Rijeka |
| Delta Air Lines                | Atlanta |
| easyJet                        | Edinburgh, London–Gatwick, London–Luton, Manchester, Milan–Malpensa |
| EgyptAir                       | Cairo |
| El Al                          | Tel Aviv |
| Emirates                       | Dubai–International |
| Etihad Airways                 | Abu Dhabi |
| Eurowings                      | Köln/Bonn, Dortmund, Düsseldorf, Hamburg, Palma de Mallorca, Pristina, Tirana Szezonális: Bastia, Catania, Chania, Corfu, Heraklion, Ibiza, Kavala, Kos, Lamezia Terme, Lanzarote, Larnaca, Mykonos, Nápoly, Olbia, Palermo, Preveza/Lefkada, Rhodes, Thessaloniki, Varna |
| Finnair                        | Helsinki |
| Freebird Airlines              | Charter: Antalya |
| Holiday Europe                 | Szezonális charter: Fuerteventura, Hurghada, Marsa Alam, Sharm El Sheikh |
| Iberia                         | Madrid |
| Icelandair                     | Reykjavik–Keflavík |
| Iraqi Airways                  | Bagdad, Erbil |
| Israir                         | Szezonális: Tel Aviv |
| ITA Airways                    | Rome–Fiumicino |
| KLM                            | Amszterdam |
| Kuwait Airways                 | Kuwait |
| LOT                            | Varsó–Chopin |
| Lübeck Air                     | Lübeck |
| Lufthansa                      | Alicante, Amszterdam, Antalya, Athens, Bangkok–Suvarnabhumi, Barcelona, Basel/Mulhouse, Beijing–Capital, Belgrád, Berlin–Brandenburg, Bilbao, Birmingham, Boston, Bremen, Brüsszel, Bucharest, Budapest, Cairo, Catania, Charlotte, Chicago–O'Hare, Cluj-Napoca, Köln/Bonn, Koppenhága, Debrecen, Delhi, Denver, Dresden, Dublin, Düsseldorf, Edinburgh, Faro, Frankfurt, Gdańsk, Gothenburg, Graz, Hamburg, Hanover, Helsinki, Hong Kong, Katowice, Krakkó, Kyiv–Boryspil, Larnaca, Leipzig/Halle, Lisszabon, Ljubljana, London–Heathrow, Los Angeles, Luxembourg, Lviv, Lyon, Madrid, Málaga, Manchester, Marrakesh, Marseille, Mexico City, Milan–Malpensa, Minsk, Montreal–Trudeau, Moszkva–Domogyedovo, Mumbai, Münster/Osnabrück, Nantes, Nápoly, Newark, Newcastle upon Tyne, New York–JFK, Nizza, Nuremberg, Osaka–Kansai, Oslo, Paderborn/Lippstadt (suspended), Palermo, Párizs–Charles de Gaulle, Paris–Orly, Porto, Poznań, Prága, Rome–Fiumicino, Rostock (suspended), Rzeszów, Saint Petersburg, San Francisco, Sarajevo, Seoul–Incheon, Shanghai–Pudong, Singapore, Sibiu, Szófia, Stockholm–Arlanda, Strasbourg, Stuttgart, Sylt, Tallinn, Tbilisi, Tel Aviv, Timișoara, Tokyo–Haneda, Toulouse, Trieste, Torinó, Valencia, Bécs, Varsó–Chopin, Washington–Dulles, Wrocław, Zágráb, Zürich Szezonális: Agadir, Bastia, Biarritz, Bodrum, Fokváros, Corfu, Dubrovnik, Fuerteventura, Funchal, Gran Canaria, Heraklion, Ibiza, İzmir, Jerez de la Frontera, Jersey, Kittilä, Lamezia Terme, Malta, Miami, Palma de Mallorca, Pisa, Pula, Reykjavik–Keflavík, Rhodes, Rijeka, Rimini, Santorini, Seville, Split, Tenerife–South, Tivat, Toronto–Pearson, Tromsø, Tunisz, Vancouver, Zadar |
| Luxair                         | Luxembourg |
| Montenegro Airlines            | Szezonális: Tivat |
| Norwegian                      | Alicante, Koppenhága, Gran Canaria, Málaga, Oslo, Palma de Mallorca, Stockholm–Arlanda, Tenerife–South |
| Nouvelair                      | Monastir Charter: Djerba, Enfidha |
| Oman Air                       | Muscat |
| Onur Air                       | Szezonális: Istanbul |
| Orange2Fly                     | Szezonális charter: Pristina |
| Pegasus Airlines               | Istanbul–Sabiha Gökçen Szezonális: Antalya |
| Qatar Airways                  | Doha |
| Rossiya Airlines               | Saint Petersburg |
| Royal Air Maroc                | Casablanca Szezonális: Marrakesh |
| Royal Jordanian                | Amman–Queen Alia |
| Ryanair                        | Szezonális: Palma de Mallorca |
| S7 Airlines                    | Moszkva–Domogyedovo Szezonális: Novoszibirszk |
| Saudia                         | Jeddah, Riyadh |
| Scandinavian Airlines          | Aarhus, Koppenhága, Oslo, Stockholm–Arlanda |
| Singapore Airlines             | Singapore |
| SunExpress                     | Ankara, Antalya, İzmir Szezonális: Adana, Bodrum, Dalaman, Gaziantep, Kayseri, Samsun |
| Swiss International Air Lines  | Genf, Zürich |
| TAP Air Portugal               | Lisszabon |
| TAROM                          | Bucharest |
| Thai Airways International     | Bangkok–Suvarnabhumi |
| TUI fly Deutschland            | Boa Vista, Fuerteventura, Gran Canaria, Hurghada, Lanzarote, Sal, Tenerife–South Szezonális: Antalya, Corfu, Dalaman, Djerba, Faro, Heraklion, Ibiza, Jerez de la Frontera, Kos, Marsa Alam, Menorca, Palma de Mallorca, Patras, Rhodes |
| Tunisair                       | Djerba, Tunisz |
| Turkish Airlines               | Istanbul Szezonális: Adana, Ankara, Antalya, Bodrum, Dalaman, İzmir, Kayseri, Ordu–Giresun, Samsun |
| Ukraine International Airlines | Kyiv–Boryspil |
| United Airlines                | Chicago–O'Hare, Houston–Intercontinental, Newark, San Francisco, Washington–Dulles |
| Universal Air                  | Pécs |
| Ural Airlines                  | Jekatyerinburg |
| Uzbekistan Airways             | Taskent |
| Vueling                        | Barcelona, Palma de Mallorca |
| Widerøe                        | Bergen |

### Teherszállítás
| Légitársaság                                                   | Úticél                                              |
| -------------------------------------------------------------- | --------------------------------------------------- |
| BAE Systems                                                    | Warton                                              |
| BinAir                                                         | pillanatnyilag nincs Charter repülők.               |
| British Airways World Cargo Üzemelteti a Global Supply Systems | Bahrein, Delhi, Hongkong, London-Stansted           |
| DHL Üzemelteti a European Air Transport                        | Lipcse / Halle a.S.                                 |
| FedEx                                                          | Frankfurt, Tel-Aviv                                 |
| Lufthansa Cargo                                                | Dakar, Mumbai, Sencsen, Viracopos-Campinas          |
| Star Air (Maersk Air)                                          | Athén, Köln/Bonn                                    |
| Swiftair                                                       | Barcelona                                           |
| TNT Airways                                                    | Brüsszel, Genf, Katowice, Liège, Ljubljana, Ostrava |
| West Air Sweden                                                | Paris-Charles de Gaulle, Stuttgart                  |